# Hagebölling (Gevelsberg)
Hagebölling ist eine Ortslage in der Stadt Gevelsberg im Ennepe-Ruhr-Kreis im Regierungsbezirk Arnsberg in Nordrhein-Westfalen (Deutschland).

## Lage und Beschreibung
Hagebölling liegt im Tal der Ennepe an der Bundesstraße 7 nahe Gut Rocholz. Die Ortslage ging aus einem alten Hofesgut hervor, ist heute aber Teil einer durchgehenden Bebauung entlang der Bundesstraße. Die 326 m über Normalnull hohe Erhebung südlich der Ortslage trägt den Namen Hageböllinger Kopf.

## Etymologie und Geschichte
Bolle ist eine mnd. Bezeichnung für eine runde Erhebung und bezieht sich offenbar auf den Berg Hageböllinger Kopf südlich des Hofes. Der Namensbestandteil Hag weist darauf hin, dass das Gelände des Hofs mit einer Hecke umfriedet war.
Hagebölling war im Spätmittelalter ein bedeutendes Gut in der Bauerschaft Mylinghausen. 1486 wurde das Hofesgut als Haege Bollynck in einer Liste als Wohnplatz mit zwei Höfen erwähnt. Diese beiden Höfe finden sich im 17. Jahrhundert in Urkunden als Hagebölling und Nedderste Hagebölling bzw. als Kleinhagebölling und Großhagebölling wieder.
Das Hofesgut war Anfang des 19. Jahrhunderts eine königliche Domäne. So sollten versuchsweise im Jahr 1800 auf Anweisung der Verwaltung gegen den Willen der Pächterin auf dem Gelände neun Fabrikarbeiterfamilien angesiedelt werden, von denen aber nur eine tatsächlich ein Stück Land beanspruchte. Das Hofeshaus, das einzige gut erhaltene niedersächsische Bauernhaus des Kreises, brannte 1904 nieder.